# Eduard Grünewald
Eduard Grünewald (* 2. April 1924; † 17. Mai 2012 in Innsbruck) war ein österreichischer Psychologe, Psychoanalytiker und Widerstandskämpfer.

## Leben
Eduard Grünewald war Sohn des Staatsanwalts Ernst Grünewald. Er besuchte das Humanistische Gymnasium Innsbruck, wo Franz Mair sein Englischlehrer war. Nach der Matura 1942 studierte er Psychologie.
Während der Herrschaft des Nationalsozialismus in Österreich beteiligte sich Grünewald an Widerstandsaktionen wie der Verbreitung von Flugblättern, Schmieraktionen mit nazifeindlichen Parolen und der Weitergabe von Informationen an die Alliierten mittels geheimer Funksender. Er hatte Kontakte mit der Widerstandsgruppe O5 und betätigte sich im Kreis der Widerstandskämpfer um Franz Mair. Mitte April 1945 konnte die Geheime Staatspolizei einen Teil der Tiroler Widerstandsbewegung ausheben und verhaftete am 27. April 1945 auch Grünewald. Nach Verhören wurde er in das Internierungslager Reichenau gebracht. Am 2. Mai 1945 konnten Widerstandsgruppen, die sich in den Polizeiverbänden formiert hatten, die Verhafteten aus dem Lager befreien. Am nächsten Tag half Grünewald, unter Beschuss durch die SS eine rot-weiß-rote Fahne auf dem Stadtwerke-Hochhaus in der Innsbrucker Salurner Straße zu hissen, und bei der Erstürmung des Gauhauses. Er verfasste eine Nachricht an die Bevölkerung über die Befreiung Österreichs, die über Plakate und den Rundfunk verbreitet wurde.
Im September 1945 trat Eduard Grünewald der im Untergrund gegründeten ÖCV-Verbindung Alpinia Innsbruck bei.
Von 1947 bis 1949 leitete er die psychotherapeutische Ambulanz der Uni-Klinik Innsbruck. 1953 gründete er den Innsbrucker Arbeitskreis für Tiefenpsychologie, den er auch bis 1984 leitete. Von 1981 bis 1987 war Grünewald außerordentlicher Professor am Institut für Psychologie der Universität Salzburg.
Eduard Grünewald war Vater des Nationalratsabgeordneten Kurt Grünewald.

## Auszeichnungen
- 1975: Verdienstmedaille des Landes Tirol[6]
- 1977: Ehrenzeichen für Verdienste um die Befreiung Österreichs[7]

## Publikationen
- Die personale Projektion: Einführung in die Analyse projektiver seelischer Vorgänge. Reinhardt, München 1962.

## Anmerkung
1. ↑  Zwar bürgerte sich in dem Zusammenhang nach dem Krieg die Bezeichnung Gruppe Mair-Grünewald ein, laut dem Historiker Horst Schreiber war die Zusammenarbeit der beiden Namensgeber aber nicht kontinuierlich genug, um von einer Gruppe Mair-Grünewald im engeren Sinne zu sprechen.

## Belege
1. ↑  Otto Molden: Der Ruf des Gewissens. Herold, Wien/München 1958, S. 270.
2. ↑  Horst Schreiber: Widerstand und Erinnerung in Tirol 1938–1998: Franz Mair. Lehrer, Freigeist, Widerstandskämpfer. StudienVerlag, Innsbruck 2015, ISBN 978-3-7065-5745-0, S. 82 (eingeschränkte Vorschau in der Google-Buchsuche).
3. ↑  Ausführliche Geschichte. Innsbrucker Arbeitskreis für Psychoanalyse, abgerufen am 8. Mai 2019.
4. ↑  Heinrich Schmidinger: Eduard Grünewald † 17. Mai 2012. In: Salzburger Nachrichten. Mai 2012, abgerufen am 8. Mai 2019.
5. ↑  Eduard Grünewald verstorben. In: Tiroler Tageszeitung. 19. Mai 2012, abgerufen am 8. Mai 2019.
6. ↑  Landesauszeichnungen an Widerstandskämpfer und Opfer des Nazismus. In: Der neue Mahnruf. Zeitschrift für Freiheit, Recht und Demokratie, Heft 5/1975, S. 6 (online bei ANNO).
7. ↑  Ehrung österreichischer Freiheitskämpfer. In: Der neue Mahnruf. Zeitschrift für Freiheit, Recht und Demokratie, Heft 11/1977, S. 2 (online bei ANNO).

| Personendaten    | Personendaten                                                        |
| ---------------- | -------------------------------------------------------------------- |
| NAME             | Grünewald, Eduard                                                    |
| KURZBESCHREIBUNG | österreichischer Psychologe, Psychoanalytiker und Widerstandskämpfer |
| GEBURTSDATUM     | 2. April 1924                                                        |
| STERBEDATUM      | 17. Mai 2012                                                         |
| STERBEORT        | Innsbruck                                                            |